# Orla (obwód grodzieński)
Orla (biał. Орля) – wieś (dawniej miasteczko) na Białorusi, w obwodzie grodzieńskim, w rejonie szczuczyńskim.
Znajduje się tu parafialna cerkiew prawosławna pw. Opieki Matki Bożej.

## Historia
W II Rzeczypospolitej w woj. nowogródzkim, w powiecie lidzkim, a od 1929 w powiecie szczuczyńsim. Siedziba gminy Orla. W 1921 roku miejscowość liczyła 579 mieszkańców. 
Podczas okupacji hitlerowskiej, w marcu 1942 roku Niemcy utworzyli getto dla żydowskich mieszkańców. Przebywało w nim około 2000 osób. W styczniu 1943 roku Niemcy ostatecznie zlikwidowali getto. Żydów wywieziono getta w Białymstoku oraz obozu zagłady w Treblince. 
Po wojnie wieś weszła w struktury administracyjne Związku Radzieckiego.